# El oficinista del corredor de bolsa
El oficinista del corredor de bolsa es uno de los 56 relatos cortos sobre Sherlock Holmes escrito por Arthur Conan Doyle. Fue publicado originalmente en The Strand Magazine y posteriormente recogido en la colección Memorias de Sherlock Holmes.

## Argumento
Los malvados hermanos Beddington suplantan la personalidad de Hall Pycroft, un joven escribiente, para introducirse en una famosa oficina de agentes de bolsa y lograr un importante robo. La policía detiene al ladrón, y Holmes y Watson desenmascaran al otro hermano en Birmingham.
Cabe señalar en este episodio que es la primera vez que Sherlock Holmes va a buscar a Watson a su casa, puesto que normalmente es Watson el que visita a Holmes en Baker Street.